# El turco en Italia
El turco en Italia (título original en italiano, Il turco in Italia) es un dramma buffo per musica en dos actos con música de Gioacchino Rossini y libreto en italiano de Felice Romani, basado en una pieza homónima de Caterino Mazzolà con la que se hizo una ópera del mismo título obra del compositor alemán Franz Seydelmann en 1788. Fue estrenada el 14 de agosto de 1814, en La Scala de Milán.
El turco no tiene ninguna relación con la ópera La italiana en Argel compuesta por Rossini un año antes, e incluso para algunos es superior musicalmente. Es una ópera bufa, influida por Così fan tutte de Mozart, que se representó en el mismo teatro unos veinte años antes de la obra de Rossini. La obertura extrañamente armonizada, aunque infrecuentemente grabada, es uno de los mejores ejemplos del estilo característico de Rossini. Una introducción inusualmente larga muestra un solo melancólico y amplio con un pleno acompañamiento orquestal, antes de pasar a un tema principal puramente cómica y vivaz.

## Historia de las representaciones
El turco en Italia fue representado por vez primera en La Scala, Milán el 14 de agosto de 1814. Se dio en Londres en His Majesty's Theatre el 19 de mayo con Giuseppe y Giuseppina de Begnis. Se representó por vez primera en Nueva York en el Park Theatre el 14 de marzo de 1826 con Maria Malibrán, Manuel García (padre), Manuel García (hijo), Barbieri, Crivelli, Rosich y Agrisani.
Esta ópera se representa poco; en las estadísticas de Operabase aparece la n.º 105 de las óperas representadas en 2005-2010, siendo la 38.ª en Italia y la quinta de Rossini, con 33 representaciones en el período.

## Personajes
| Personaje                                         | Tesitura     | Reparto el 14 de agosto de 1814 Director: Alessandro Rolla |
| ------------------------------------------------- | ------------ | ---------------------------------------------------------- |
| Selim (Príncipe turco)                            | bajo         | Filippo Galli                                              |
| Don Geronio (caballero napolitano)                | bajo         | Luigi Pacini                                               |
| Fiorilla (esposa de Don Geronio)                  | soprano      | Francesca Maffei Festa                                     |
| Don Narciso (enamorado de Fiorilla)               | tenor        | Giovanni David                                             |
| Prosdocimo (un poeta)                             | barítono     | Pietro Vasoli                                              |
| Zaída (antigua amante de Selim)                   | mezzosoprano | Adelaide Carpano                                           |
| Albazar (amigo de Selim)                          | tenor        | Gaetano Pozzi                                              |
| Ciudadanos, gitanos, vendedores, sirvientes, etc. |              |                                                            |

## Argumento[3]
Tiempo: siglo XVIII
Lugar: En y alrededor de Nápoles

### Acto I
A la orilla del mar cerca de Nápoles
El poeta Prosdocimo busca una trama para un drama buffo. Encuentra a un grupo de gitanos, entre ellos la bella pero infeliz Zaida y su confidente Albazar. El amigo de Prosdocimo, el obstinado y a veces bobo Geronio, busca a alguien que le diga la buena fortuna y le aconseje sobre sus problemas maritales. Zaida le cuenta a Prosdocimo que procede de un harén turco. Ella y su amo, el príncipe Selim, estaban enamorados, pero celosas rivales la acusaron de infidelidad y tuvo que huir para salvar su vida, acompañada por Albazar. Entra Fiorilla, la caprichosa y joven esposa de Geronio, cantando la alegría del amor. Llega un barco turco y desembarca un príncipe, es Selim. A Fiorilla inmediatamente le gusta el apuesto turco y comienza rápidamente el romance. Aparece primero Narciso, un admirador de Fiorilla, y luego Geronio, horrorizado al saber que Fiorilla se lleva al turco a casa a beber su café.
La casa de Geronio
Fiorilla y Selim coquetean. Luego Selim se marcha, después de acordar con Fiorilla encontrarse de nuevo junto a su barco. Geronio le dice a Fiorilla que no permitirá a más turcos, o italianos, en su casa. Ella dulcemente mina sus quejas y luego, cuando él se suaviza, amenaza con castigarlo pasándoselo bien de una manera aún más descarada.
La orilla del mar por la noche
Selim espera a Fiorilla, pero aparece Zaida. Los anteriores amantes están sorprendidos y encantados, y se declaran nuevamente su amor. Llega Narciso con Fiorilla disfrazada, seguidos de Geronio. Selim confunde a la velada Fiorilla con Zaida y las dos mujeres de pronto se encuentran cara a cara. Fiorilla acusa a Selim de traición. Zaida se enfrenta a Fiorilla. Geronio conmina a su esposa a regresar a casa. Hay un tormentoso final.

### Acto II
En una posada
Selim ofrece a Geronio comprar a Fiorilla, pero Geronio lo rechaza. Selim jura raptarla. Fiorilla organiza un encuentro entre Selim, Zaida y ella, de manera que el turco se vea obligado a elegir entre ellas dos. Cuando llega el momento, él no se decide pues no quiere perder a ninguna de las dos. Zaida se marcha disgustada. Selim y Fiorilla se pelean pero luego se reconcilian. Se celebra una fiesta. Fiorilla estará allí, enmascarada, para encontrarse con Selim. 
Un salón de baile con enmascarados y bailarines
Fiorilla confunde a Narciso con Selim y Narciso no le hace ver su engaño. Mientras tanto, Selim entra con Zaida, creyendo que ella es Fiorilla. Geronio está desesperado al encontrar dos parejas y dos Fiorillas. Narciso y Selim ambos piden a sus parejas escaparse de la fiesta. Confundido y enfadado, Geronio intenta detener a las dos parejas, pero al final escapan.
De vuelta a la posada
Prosdocimo se encuentra con Geronio. Ahora saben que Selim estaba con Zaida y suponen que Fiorilla estaba con Narciso. Albazar confirma que Selim definitivamente se quedará con Zaida. Prosdocimo aconseja a Geronio que se vengue de Fiorilla pretendiendo divorciarse de ella y amenazándola con devolverla a su familia. 
Al descubrir el engaño de Narciso, Fiorilla intenta encontrar a Selim, pero él ya se ha ido con Zaida. Regresa a casa y se encuentra la carta de divorcio, y que sus cosas habían sido sacadas de la casa. Queda devastada por la vergüenza y es abandonada por sus amigos.
La playa
Selim y Zaida van a hacerse a la mar en dirección a Turquía, mientras que Fiorilla busca un bote que la lleve de vuelta a su ciudad natal. Geronio la encuentra y la perdona. Se reconcilian afectuosamente. Ambas parejas están por fin reunidas y Prosdocimo muy satisfecho con el final feliz.

## Grabaciones
| Año  | Reparto: Don Geronio, Donna Fiorilla, Selim, Don Narciso, Zaida                 | Director, Teatro de ópera y orquesta | Sello discográfico                                              |
| ---- | ------------------------------------------------------------------------------- | --- | --------------------------------------------------------------- |
| 1978 | James Billings, Beverly Sills, Donald Gramm, Henry Price, Susanne Marsee        | Julius Rudel, Orquesta y Coro de la New York City Opera (Grabación en vídeo de una representación en traducción al inglés de Andrew Porter en la New York City Opera, escena dirigida por Tito Capobianco, 4 de octubre) | DVD: Premiere Opera Ltd. DVD 5148                               |
| 1981 | Enzo Dara, Montserrat Caballé, Samuel Ramey, Ernesto Palacio, Jane Berbié       | Riccardo Chailly, Orquesta Filarmónica Nacional y el Coro de Ópera Ambrosiano | Audio CD: CBS “Masterworks” Cat: CD 37859                       |
| 1983 | Paul Plishka, Ileana Cotrubas, James Morris, Francisco Araiza, Yvonne Minton    | Leonard Bernstein, Wiener Philharmoniker y Wiener Staatsopernchor | Audio CD: Deutsche Grammophon Cat: 436 577-2                    |
| 2002 | Paolo Rumetz, Cecilia Bartoli, Ruggero Raimondi, Reinaldo Macias, Judith Schmid | Franz Welser-Möst, Orquesta y Coro de la Ópera de Zúrich (Grabación en vídeo de una representación en la Ópera de Zúrich, abril o mayo)                                                                                  | DVD: House of Opera Cat: DVDBB 2150; ArtHaus Musik Cat: 100.369 |